# Super Smash Bros. Brawl
Super Smash Bros. Brawl, известная в Японии как Dairantō Smash Brothers X (яп. 大乱闘スマッシュブラザーズX Дай Ранто Сумассю Буразазу Эккусу), — третья игра в серии Super Smash Bros. разработанной специальной командой разработчиков, состоящей из работников компаний Sora, Game Arts, и других разработчиков. Игра создана Nintendo для игровой консоли Wii. Super Smash Bros. Brawl была предварительно показана на пресс-конференции E3 2005. Игру представил президент и главный исполнительный директор Nintendo Сатору Ивата. Масахиро Сакураи снова взял на себя роль руководителя по просьбе Иваты. Создание игры началось в октябре 2005 года, но после задержек, вызванных проблемами с разработкой, игра была выпущена по всему миру в 2008 году.
Число персонажей, которых игроки могут контролировать, в Brawl выросло по сравнению с Super Smash Bros. Melee, хотя некоторые из прошлой игры были вырезаны. Brawl — первая игра в серии, в которой появились играбельные персонажи от сторонних разработчиков. Как и у его предшественников, задача — выбить противника за пределы экрана. Это отход от традиционных игр в стиле «файтинг», в частности, упрощенными командами движений и акцентом на рингауты, а не на нокауты. Также, она включает в себя более обширный режим одиночной игры, чем у её предшественников, известный как Subspace Emissary (рус. Эмиссар Подпространства). Этот режим представляет собой сюжетно-ориентированный сайд-скроллинговый beat 'em up с кат-сценами. Brawl также поддерживает сражения в многопользовательском режиме с участием до четырёх бойцов. Это первая игра в серии, в которой можно играть в режиме онлайн через Nintendo Wi-Fi Connection. Также можно играть вчетвером на четырёх разных контроллерах (например: Classic Controller, GameCube Controller, Wii Remote and Nunchuk или просто Wii Remote).
Super Smash Bros. Brawl получила всеобщее признание, в основном за ее развлекательную ценность, несмотря на долгие загрузки контента. Музыкальная партитура, созданная в сотрудничестве с 38 известными композиторами видеоигр, была отмечена за представление различных поколений в истории игр. Академия интерактивных искусств и наук назвала Brawl «лучшей файтинг-игрой года». В 2010 году она была включена в книгу «1001 игра в которую ты должен сыграть, прежде чем умереть», а также считается одной из лучших видеоигр, когда-либо созданных. По состоянию на 2023 год она является восьмой самой продаваемой игрой для Wii всех времен, проданной по всему миру тиражом более тринадцати миллионов копий. За ней последовала Super Smash Bros. for Nintendo 3DS и Wii U в 2014 году.

## Геймплей
Следуя традициям своих предшественников, Brawl — это платформенный файтинг, в котором используется своя уникальная система боя. Задача — выбить противника с экрана. Игрокам предоставляется большой выбор персонажей (среди них такие известные персонажи как: Марио, Линк, Пикачу и другие). У игроков есть проценты удара, вместо привычных шкал здоровья. В самом начале боя у всех игроков по 0% урона. Но после ударов значение постепенно возрастает, и может доходить до 999%. Чем больше это значение, тем легче выбить персонажа за пределы арены. Если игрока выбили за пределы арены и он не может вернуться, то он теряет либо жизнь, либо очко жизни (stock), либо монеты (смотря какой тип игры). В Brawl есть возможность создавать профили с персональными конфигурациями кнопок для каждого контроллера и собственным логином.
Персонажи в Super Smash Bros. Brawl борются друг с другом с помощью различных атак (которых стало больше по сравнению с предшественниками). Игроки исполняют приемы, нажимая на кнопку в сочетании с наклоном аналогового стика или нажатием на крестовину, в зависимости от способа управления. Помимо базовых атак, персонажам доступны более мощные приемы, называемые смеш-атаками. У каждого персонажа есть четыре специальных атаки, которые часто наносят противнику не только урон, но и эффект. В Brawl появились суперприёмы, называемые «Финальными смешами». Будучи значительно мощнее обычных атак, эти приемы обладают широким спектром поражающих эффектов — от почти неизбежных взрывов до временных превращений. Финальные смеши можно выполнять, уничтожив Смеш-сферу — разноцветную парящую сферу с логотипом Smash Bros.
Бойцы могут использовать различные предметы — от снарядов до оружия ближнего боя; каждый из них по-своему влияет на окружающих персонажей. Хотя многие предметы сохранились из предыдущих игр Super Smash Bros., появились и новые. Некоторые вернувшиеся предметы изменили внешний вид и назначение. Два вида предметов, Трофеи-помощники и Покеболы, временно вызывают гостевых персонажей и покемонов, которые обычно помогают вызывающему. Они не управляются игроками и обычно неуязвимы.

### Арены
Арены Brawl, как правило, основаны на локациях из различных серий игр в Super Smash Bros. Они включают в себя как летающие платформы, так и движущиеся участки, в чьих пределах персонажи должны оставаться. На каждой арене есть граница, которую нельзя пересекать, иначе персонаж окажется в нокауте.
Brawl содержит 41 арену на выбор, 29 из которых доступны изначально. Многие из них претерпевают значительные изменения во время сражений, например, в них есть система перехода дня в ночь или смена времен года. Одна из арен, созданная по мотивам Animal Crossing, имеет систему особых событий, которые происходят в зависимости от даты и времени, указанных внутри консоли. В этой игре появились новые механики, связанные с окружающей средой, например, можно разрушать местные постройки или плавать в воде. В отличие от прошлых частей, Brawl включает в себя арены, созданные по мотивам сторонних игр, например, Остров Shadow Moses, вдохновленный Metal Gear Solid. Также в игру вошли 10 арен из предыдущей игры, Super Smash Bros. Melee.
Brawl впервые позволила игрокам создавать собственные арены в специальном конструкторе. Их можно сохранять на SD-карте или во внутренней памяти консоли Wii. Через Nintendo Wi-Fi Connection игроки могут отправлять свои творения друзьям или в Nintendo, чтобы получать ежедневные арены от сервиса.

### Многопользовательская игра
Помимо стандартного многопользовательского режима, Brawl предлагает другие варианты игры в Групповом режиме. Special Melee из предыдущей части вернулся в виде Special Brawl. В этом режиме игроки могут сражаться в поединках по особым правилам, что позволяет повысить уровень кастомизации. Если раньше стандартные параметры, такие как "Гигантский бой" или "Невидимый бой", были ограничены одной функцией на матч, то теперь игроки могут выбрать сразу несколько опций для одного матча. Еще один новый тип игры, режим Tourney (ранее Tournament), позволяет игрокам создать турнир на выбывание, в котором могут участвовать до 32 игроков, с большим количеством управляемых игрой или человеком противников. В Brawl появилась процедура "Ротация", которая обеспечивает последовательное соревнование до шестнадцати участников, меняя победителей и проигравших после каждого раунда.

### Однопользовательская игра
Как и у предшественников, в Super Smash Bros. Brawl присутствуют различные режимы игры, рассчитанные на одного игрока. В Классическом режиме игроки сражаются со случайными персонажами в определенной последовательности. В каждом сражении есть арена или противник из определенной серии игр, например, The Legend of Zelda или Pokémon. В некоторых битвах есть уникальные условия, например, противостояние с металлическим/огромным противником или командная схватка два на два. Аналогично Классическому режиму есть режимы All Star и Boss Battles, где у игрока есть только одна жизнь, чтобы одолеть, соответственно, всех играбельных персонажей и боссов.
В Brawl есть События — поединки с заранее определенными условиями боя, например, победа над противниками за определенное время или достижение поставленной цели. Что ново для этого режима, так это то, что каждое из 41 События имеет три уровня сложности, и для каждого из них фиксируется отдельный высокий балл. В дополнение прилагается меньший комплект из 21 События для двух игроков.
Режим Stadium представляет собой набор мини-игр. Из двух предыдущих игр возвратилась "Target Smash!", в которой нужно как можно быстрее разбить десять мишеней. В "Home-Run Contest" игрок должен за 10 секунд нанести как можно больше урона Боксерскому мешку, а затем ударить его бейсбольной битой. Во всех мини-играх режима Stadium есть кооперативный или соревновательный мультиплеер.

#### Приключенческий режим
В Super Smash Bros. Brawl появился новый Приключенческий режим под названием "The Subspace Emissary". В этом режиме есть уникальная сюжетная линия, множество платформерных уровней и боссов, а также анимированные катсцены. В режиме представлена группировка антагонистов под названием "Армия Подпространства", возглавляемая Древним Министром. Некоторые из участников Армии уже появлялись в предыдущих видеоиграх Nintendo, например, Пиранья Пети из франшизы Mario. В Армии Подпространства есть и ряд оригинальных врагов, таких как Роудер — роботизированный одноколесный велосипед, Байтан — одноглазое шарообразное существо, которое может размножаться, если оставлять его в покое, и Примиды — монстры, которые сражаются с помощью разнообразного оружия. Несмотря на то, что игра рассчитана в основном на синглплеер, в ней есть кооперативный мультиплеер. В режиме можно усилять способности персонажей путем сбора коллекционных стикеров, которые можно наклеить на Трофеи игрока.
В отличие от других режимов, в Subspace Emissary действует командная система персонажей, причем в начале режима выбор персонажей ограничен. По мере прохождения игры к команде присоединяются новые герои, а некоторые могут временно покидать её. Большинство бойцов создают свои маленькие отряды по ходу сюжета, но иногда они объединяются, чтобы к концу истории стать единой командой. В кооперативном мультиплеере, как только один игрок потеряет жизнь, его место может занять союзник, пока не кончится количество жизней. Если жизней не остаётся, а первый игрок повержен, игра прерывается, и он может выйти из игры или начать её заново с чек-поинта.
Во время разработки Super Smash Bros. Brawl Сакураи говорил, что этот режим будет более «насыщенным», чем однопользовательские режимы в предыдущих играх Smash Bros. Сигэру Миямото отмечал, что Сакураи всегда хотел создать качественный синглплеер, но в прошлых частях он просил его больше внимания уделять мультиплеерным аспектам, так как подобных одиночных игр было уже много. И то, и другое было возможно при том времени, которое было отведено на разработку Brawl. Сакураи пригласил Кадзусигэ Нодзиму, сценариста, известного своими работами для Final Fantasy, чтобы тот в сотрудничестве с ним разработал сюжетную линию для режима.

### Nintendo Wi-Fi Connection
Brawl позволяет играть дистанционно через Nintendo Wi-Fi Connection. В многопользовательские онлайн-матчи можно играть как с зарегистрированными друзьями, так и со случайными соперниками. Дополнительно игроки могут общаться с помощью четырех заранее заданных фраз, которые при активации появляются в виде речевых пузырьков. Эти имена и фразы не отображаются в поединках со случайными игроками. В режиме Наблюдателя игроки могут наблюдать за матчами между другими игроками и делать ставки на их исход, используя заработанные в игре монеты. Победитель матча получает джекпот из монет.
Во время сражений и в некоторых других режимах можно делать снимки, которые затем можно отправить друзьям или послать в Nintendo. В определенных режимах игры, включая Групповой и Target Smash!, возможно создание видеоповторов, которые можно отправлять таким же образом. Снимки, пользовательские арены и видеоповторы могут быть отправлены на "Smash Service", чтобы получить шанс перенести эти материалы на все консоли Wii с поддержкой сервиса. "Smash Service" ежедневно пополняет Хранилище игры контентом, выбранным Nintendo, при этом каждое новое обновление заменяет предыдущее. Пользователь может отказаться от получения данных от сервиса через меню настроек Nintendo Wi-Fi Connection. После 30 июня 2009 года Smash Service перестал принимать контент от своих пользователей. После 20 мая 2014 года сервис Nintendo Wi-Fi для Brawl был закрыт.

### Хранилище
Из Melee вернулись трофеи, статуэтки персонажей и предметов из видеоигр, дающие краткую историю или описание своих субъектов. Мини-игра Coin Launcher заменила лотерейный автомат из прошлой игры и стала основным способом получения трофеев. Coin Launcher — это аппарат, который использует монеты в качестве снарядов для стрельбы по трофеям и борьбы с различными опасностями. Трофеи, недоступные в мини-игре, можно получить, используя Трофейную подставку на ослабленных противниках и боссах в Subspace Emissary. Трофеи, полученные таким образом, могут содержать информацию о предыстории Приключенческого режима.
Помимо трофеев, игроки теперь могут собирать стикеры с художественными элементами видеоигр. Можно размещать стикеры и трофеи на виртуальных фонах и делать снимки, которые можно пересылать через Nintendo Wi-Fi Connection. В Subspace Emissary, стикеры можно наклеивать на персонажей, чтобы усилить их характеристики.
Остальные коллекционные предметы, которые нельзя получить вышеупомянутыми способами, можно разблокировать в меню Испытаний — интерактивном дисплее, на котором в виде решетчатых окон отображаются разблокированные объекты. Если одно из окон разбито и его содержимое разблокировано, в горизонтально расположенных соседних окнах отображаются условия, необходимые уже для их разблокировки.
Brawl содержит демо-версии некоторых игр от Nintendo, называемые "Шедеврами", которые изначально были выпущены для старых консолей и являются источниками играбельных персонажей в Brawl. Эти видеоигры используют технологию Virtual Console для эмуляции старых приставок и имеют ограничение по времени от тридцати секунд до пяти минут. В некоторых из них используются сохранения, позволяющие игроку переиграть определенный сценарий или уровень. Вместе с "Шедеврами" появился раздел "Хроники" — библиотека предыдущих игр Nintendo, в которой перечислены все игры, созданные или изданные Nintendo на всех ее консолях. Новую игру можно открыть, разблокировав определенных персонажей, трофеи или наклейки, связанные с ней.

## Сюжет
В Приключенческом режиме под названием "Subspace Emissary" (рус. "Эмиссар Подпространства") есть длинный сюжет, в котором фигурируют все персонажи игры, кроме трёх исключений (Джигглипуф, Вульф и Мульт-Линк).
Во вселенной Super Smash Bros., когда боец побежден, он превращается в неживой трофей, но его можно вернуть в одушевленную форму, если к его подставке прикоснется живой боец. Эта особенность позволяет устраивать эффектные сражения на потеху публике, не опасаясь за жизнь оппонента. С одного из таких сражений и началось повествование, когда под овации зрителей и двух принцесс, Марио и Кирби подрались на парящем стадионе. После боя, внезапно на сцену вылетает Броненосец Алебарда, выпускающий поток фиолетовых частиц, называемых Теневыми Жуками, которые превращаются в солдат Армии Подпространства. Отбившись от захватчиков, герои встречают прибывшего Древнего Министра, укутанного мантией вражеского генерала. Тот взрывает подпространственную бомбу, которую можно активировать, только если принести в жертву пару роботов R.O.B. и переносит весь стадион в Подпранстранство.
Наступление армии вынуждает бойцов объединять усилия и пытаться отразить угрозу, в то время как ее приспешники, Боузер и Варио, путешествуют по миру и пытаются помешать этим союзам, используя мощные пушки, которые мгновенно превращают персонажей в их трофейные формы. Иногда злодеи даже используют теневых жуков на трофеях, чтобы создавать злых двойников. Тем временем Король Дидиди начинает самостоятельно собирать павших бойцов и надевать на них золотые броши.
Выясняется, что Древний Министр — подчиненный Ганондорфа, которому Главная Рука приказала погрузить весь мир в Подпространство. Варио был побежден Лукасом и Тренером Покемонов (из-за того, что тот похитил Несса), а его трофейная форма впоследствии беспомощно втянулась в детонацию подпространственной бомбы. Мета Рыцарь покинул свою группу, чтобы вернуть Алебарду, и в союзе с Лукарио и Снейком нейтрализует источник теневых жуков — Господина Game & Watch.
Подлинной личностью Древнего Министра оказывается лидер R.O.B.-ов, восставший против Ганондорфа за подрыв большого количества подпространственных бомб на своём родном Острове Древних и, следовательно, геноцид его народа, примкнув к другим бойцам. Подрыв был необходим, чтобы создать огромный разлом, достаточный для запуска главного оружия Армии Подпространства — огромного военного корабля. Все персонажи садятся на Алебарду, чтобы сразиться с этим кораблем. Хотя броненосец был уничтожен, все герои остались невредимыми и сумели долететь до Подпространства. Ганондорф и Боузер отступили после того, как Кирби уничтожил корабль с помощью своего Драгуна. Предав Боузера, Ганондорф узнаёт, что Главная Рука находилась под марионеточным контролем воплощения Подпространства и организатора Армии — Табуу.
Ликвидировав и Ганондорфа, и Главную Руку, Табуу переключился на основных бойцов, уничтожив их всех катаклизмической атакой "Off Waves" (рус. "Волны выключения"), и разбросав их трофейные формы по всему своему измерению. Вскоре выясняется, что броши Дидиди были защитным устройством от волн Табуу. Они оживляют Луиджи, Несса, а затем и Кирби, которые, в свою очередь, спасают короля, остальных героев и перемещаются по гигантскому лабиринту, который является сплетением всех областей, которые были перенесены в Подпространство. Когда они добираются до Табуу, он пытается разделаться с бойцами раз и навсегда. Но ему помешал Соник, который свёл на нет его "Волны выключения". После этого, бойцы побеждают Табуу и возвращают всё на круги своя.
В стоп-кадровом эпилоге, герои смотрят на большой светящийся крест на горизонте, где когда-то находился Остров Древних, который был полностью стерт с лица земли.

## Отзывы
| Сводный рейтинг | Сводный рейтинг |
| Агрегатор       | Оценка          |
| --------------- | --------------- |
| GameRankings    | 92,84 %         |

### Комментарии
1. ↑  Наряду с разработчиками Monolith Soft, Paon, Imageepoch, Intelligent Systems, HAL Laboratory и другими.
2. ↑  Сюжет Приключенческого Режима.
3. ↑  Неаккредитован.
4. ↑  Композитор заглавной темы.